# Rodriguezia chasei
Rodriguezia chasei är en orkidéart som beskrevs av Dodson och David Edward Bennett. Rodriguezia chasei ingår i släktet Rodriguezia och familjen orkidéer. Inga underarter finns listade i Catalogue of Life.